# Кампхаус, Франц
Франц Кампхаус (нем. Franz Kamphaus; 2 февраля 1932, Людингхаузен, Свободное государство Пруссия, Веймарская республика — 28 октября 2024, Aulhausen, Гессен) — немецкий католический епископ Лимбурга (1982—2007).

## Биография
Родился в фермерской общине Тюллингхофф недалеко от Людингхаузена, был у родителей младшим из пяти детей.
После окончания Коллегиума Августиниана в Гаесдонке изучал католическую теологию и философию в Вестфальском университете Вильгельма в Мюнстере и в Мюнхенском университете Людвига-Максимилиана. 
21 февраля 1959 года епископ Мюнстера Михаэль Келлер рукоположил его в сан священника. В 1968 году присвоена степень доктора философии за работу «От экзегезы к проповеди». Получил докторскую степень по теологии в Мюнстерском университете по проблемам библейского провозглашения Пасхи, чудес и детских историй. С 1972 года преподавал там в качестве научного руководителя и профессора пастырского богословия и гомилетики. С 1973 года также ректор епархиальной духовной семинарии.
3 мая 1982 года папа Иоанн Павел II назначил его епископом Лимбурга. Кардинал Йозеф Хёффнер рукоположил Франца Кампхауса в епископы 13 июня того же года; сослужителями были епископ Мюнстера Райнхард Леттманн и епископ Далоа Пьер-Мари Коти. Принял девиз Evangelizare pauperibus (Проповедуйте Евангелие бедным), цитата из Евангелия от Луки 4:18.
В епископском доме временно разместил семью беженцев из Эритреи, а сам переехал в двухкомнатную квартиру в семинарии Лимбурга. Он также не хотел пользоваться служебным лимузином с водителем и обычно сам водил свой Opel Kadett. Про него говорили, что, что он отказался от половины епископского жалованья, и удовлетворился доходом пастора.
В преддверии достижения 75-летнего возраста подал папе Бенедикту XVI прошение об отставке, которое было удовлетворено 2 февраля 2007 года.
После выхода на пенсию работал пастором в церкви Св. Винценцштифт в Аульхаузене в Рейнгау.
Умер 28 октября 2024 года в районе Рюдесхайм города Аульхаузен. Похоронен в епископском склепе Лимбургского собора.
Лауреат премии имени Игнаца Бубиса (вручена 10 января 2004 года в церкви Святого Павла во Франкфурте).

## Труды
- Von der Exegese zur Predigt. Dissertation Universität Münster. Matthias-Grünewald-Verlag, Mainz 1968.
- Gospels for Preachers and Teachers. Sheed & Ward Ltd 1974, ISBN 0-7220-7411-5.
- Der Stein kam ins Rollen. Worte, die zum Glauben reizen. Herder, Freiburg 1987, ISBN 3-451-20834-2.
- Der Preis der Freiheit. Anstöße zur gesellschaftlichen Verantwortung der Christen. Herder, Freiburg 1987, ISBN 3-7867-1325-1.
- Mutter Kirche und ihre Töchter. Herder, Freiburg 1990, ISBN 3-451-21576-4.
- Wenn Gott zur Welt kommt. Herder, Freiburg 1993, ISBN 3-451-22846-7.
- Komm mit zur Weihnachtskrippe. Herder, Freiburg 1993, ISBN 3-451-27174-5.
- Eine Zukunft für alle. Umkehr zur Solidarität. Herder, Freiburg 1993, ISBN 3-451-23877-2.
- Priester aus Passion. Herder, Freiburg 1993, ISBN 3-451-23234-0.
- Tut dies zu meinem Gedächtnis. Herder, Freiburg 1999, ISBN 3-451-26865-5.
- Den Glauben erden. Zwischenrufe. Herder, Freiburg 2001, ISBN 3-451-27601-1.
- Wenn Gott in die Quere kommt: 60 Predigten und Ansprachen für ein Christsein mit Profil. Herder, Freiburg 2001, ISBN 3-451-27368-3.
- Lichtblicke: Jahreslesebuch. Herder, Freiburg 2001, ISBN 3-451-27047-1.